# Unai Cuadrado
Unai Cuadrado Ruiz de Gauna (Eribe, Álava, 26 de septiembre de 1997) es un ciclista español.

## Biografía

### Inicios y carrera amateur
Unai nació en Eribe en el seno de una familia ciclista. Comenzó a andar en bicicleta de niño en el Club Ciclista Foronda. En cadetes y juniors corre en el Iturribero de Durana.
Debutó en júnior en 2016 en el club Infisport-ArabaEus, dirigido por el exciclista Gorka Beloki. Desaparecido éste a finales de año, fichó por Quick Step-Telcom-Gimex en 2017. Esa temporada, destaca la tercera posición en el Campeonato de Euskadi y el título sub-23.
En 2018 se incorporó al club vasco Ampo-Goierriko TB, por consejo de su entrenador Xabier Muriel. 
Buen escalador, obtuvo una victoria: el Memorial Etxaniz y varios lugares de honor en el calendario vasco. Cabe destacar que finalizó segundo en el Campeonato del País Vasco, séptimo en la Vuelta a Navarra y la Vuelta a Castellón, octavo en la Vuelta al Bidasoa y noveno en el Campeonato de España sub-23.

### Carrera profesional
En 2019 fue ascendido al equipo de la Fundación Euskadi, junto a su compañero Jokin Aranburu.

## Palmarés
- Aún no ha conseguido victorias como profesional.

## Equipos
- Euskaltel-Euskadi (2019-2024)
  - Fundación Euskadi (2019)
  - Euskaltel-Euskadi (2020-2024)